# Пам'ятники Чернігова
У Чернігові встановлена низка пам'ятників та пам'ятних знаків.

## Пам'ятники та пам'ятні знаки Чернігова
| Назва | Рік встановлення  | Розташування                                                              | Фото | Короткі відомості |
| Жертвам Чорнобильської трагедії пам'ятний знак | 1996              | Міська Алея                                                               |      | Скульптор Г. О. Єршов, архітектори А. А. Султанов, О. М. Гагарін. Відкриття пам'ятного знаку здійснював особисто Президент України Леонід Кучма. |
| Коцюбинського Михайла та Коцюбинської-Дейші Віри могила | 1955              | Болдині гори                                                              |      | Пам'ятка історії національного значення в Чернігівській області. Перший пам'ятний знак на могилі Михайла Коцюбинського та його дружини встановлений 17 вересня 1930 р. Надгробок спроектував В. Г. Кричевський за сприяння архітектора П. Ф. Костирка. 1955 р. колишній пам'ятник було перенесено до музею письменника, а на його місці встановлено композицію, центром якої стало виготовлене онуком М. М. Коцюбинського, скульптором Ф. А. Коцюбинським (спільно з С. С. Андрейченком та архітектором Я. Ф. Ковбасою) бронзове погруддя. У ніч з 17 на 18 грудня 2017 р. погруддя було викрадене невідомими. 4 січня 2018 р. пам'ятка була знайдена, а 21 серпня відновлена. |
| Мазепі Івану пам'ятник | 21 серпня 2009    | На Валу біля будівлі Чернігівського колегіуму                             |      | Пам'ятник було не публічно відкрито ввечері 21 серпня 2009 року, на 3 дні раніше проголошеної офіційно дати церемонії відкриття на День Незалежності України (24 серпня), що, однак, не убезпечило пам'ятник від провокацій та спроб вандалізму. Автори — скульптор Г. О. Єршов та архітектор В. В. Павленко. |
| Попудренка Миколи погруддя | 1982              | Проспект Миру, біля бібліотеки ім. В. Г. Короленка                        |      | Бронзове погруддя на тридільному постаменті з червоного граніту. Скульптор І. А. Коломієць, архітектори В. М. Устинов, А. Д. Корнєєв. |
| Хмельницькому Богдану пам'ятник | 1956              | Сквер ім. Б. Хмельницького (вул. Гетьмана Полуботка)                      |      | Конкурс на спорудження пам'ятника був оголошений з нагоди святкування 300-річчя Переяславської ради у 1954 році. Автори — скульптори І. П. Кавалерідзе, Г. Л. Петрашевич, архітектор А. А. Карнабіда. Опорядження пам'ятника виконав чернігівський скульптор С. Т. Соломаха. Змонтовано статую було з порушенням архітектурно-просторових канонів, чому було виною бажання секретаря міськкому КПУ Ф. І. Короткова. 2016 року профільне управління міськради затвердило план реконструкції скверу та проект переустановки пам'ятника згідно з первісним задумом авторів, що й було виконано. |
| Чернігівцям —воїнам-інтернаціоналістам пам'ятний знак | 1991              | Проспект Миру, біля площі Дружби народів                                  |      | |
| Шевченку Тарасу пам'ятник | 21 вересня 1992   | Вал, кол.цитадель                                                         |      | Пам'ятник встановлено у 1992 році. Автор — Народний художник України (1992) В. А. Чепелик, архітектор Б. Семеняка. Це другий (з трьох наявних нині) пам'ятник Т. Г. Шевченку в Чернігові. Відкриття здійснював особисто Президент України Леонід Кравчук. Один з найбільш вдалих образів Шевченка на думку багатьох мистецтвознавців. |
| Шевченка Тараса погруддя | 2006              | Перед входом до центрального корпусу НУЧК ім. Т. Г. Шевченка              |      | Погруддя було виготовлене та встановлене за ініціативи і на кошти студентів та викладачів Національного університету «Чернігівський колегіум» імені Т. Г. Шевченка. Скульптор Г. О. Єршов, архітектор О. Козир. |
| На честь визволення Чернігова пам'ятний знак | 8 травня 1968     | Площа Перемоги                                                            |      | Пам'ятний знак являє собою танк Т-34, встановлений на високому бетонному постаменті. На передній грані постамента розміщено текст з переліком частин і з'єднань, удостоєних найменування «чернігівських». На бічних гранях брусковим шрифтом розміщено напис «Воїнам-визволителям від трудящих Чернігова», а також за допомогою тиньку виконано панно «Атака». Автори — скульптори М. Грушков, В. Кваша, архітектор А. Карнабіда. |
| Глібова Леоніда могила | 1939              | Троїцько-Іллінський монастир                                              |      | Пам'ятка історії національного значення в Чернігівській області, розташована на території Троїцько-Іллінського монастиря, де був похований Леонід Глібов. До 1939 року на могилі стояв інший пам'ятник, що нині знаходиться на території музею М. М. Коцюбинського. |
| Борцям за волю України пам'ятний знак | 14 жовтня 1992    | Катерининський сквер                                                      |      | Камінь символізує незламність і силу духу всіх хто згинув за волю України, чи то в концтаборах, чи то в патризанських лісах. А багровий колір каменю, колір запеченої людської крові, нагадаує скільки вірних синів і дочок втратила Україна в цій нерівній боротьбі. |
| Коцюбинського Михайла погруддя | 17 вересня 1939   | На території музею М. М. Коцюбинського                                    |      | Бронзове погруддя письменника було виготовлене у Ленінградській майстерні художнього лиття Академії мистецтв видатним скульптором, академіком, професором І. Я. Гінцбургом. Під час германсько-радянської війни 1941—1945 років вивозилось у евакуацію до Уфи. З червня 1944 року постійно знаходиться на території садиби музею. |
| Коцюбинському Михайлу пам'ятник, садово-паркова скульптура | 1974              | На території музею М. М. Коцюбинського                                    |      | Скульптура зображає на повний зріст задумливого письменника, що присів відпочити в тіні ялин в саду. Скульптор Ф. А. Коцюбинський. Виготовлена з оргскла, тонованого під бронзу. |
| Князю Ігорю Ольговичу пам'ятник | 2 жовтня 2012     | Вал                                                                       |      | Бронзова скульптура, що зображає князя сидячим на престолі, встановлена з південного боку Борисоглібського собору. Скульптор Карен Саркісов. На створення саме такого образу князя автора надихнула книга Ю. М. Сбітнєва. Пам'ятник виготовлений на кошти мецената І. Найвальта. |
| Меморіал Слави: Могила невідомого солдата й Воїнів, партизанів та підпільників меморіальний комплекс                                                                                | 1986              | Болдині гори, вул. Льва Толстого                                          |      | Перепланування існуючого з 1967 року комплексу було здійснене до 40-річчя перемоги у 1985–1986 роках. На могилі невідомого солдата було покладено прямокутну плиту з полірованого чорного лабрадориту, влаштовано Вічний вогонь та встановлено 20-метровий тригранний обеліск з червоного граніту. На широкій терасі перед Пагорбом Слави розташувались тематична скульптурна композиція, що зображає князя Ігоря Святославича, радянського воїна, партизана і робітницю, а також п'ять тематичних стел з бронзовими барельєфами, що відтворюють похід князя Ігоря на половців 1185 року, події германсько-радянської війни 1941—1945 років, а також діяльність партизанських з'єднань. Скульптор Ю. М. Лоховинін, архітектор М. В. Чернов. Два барельєфи, що підпадають під дію закону про декомунізацію, було демонтовано 18 липня 2016 року (див. Демонтовані пам'ятники). |
| Жертвам фашизму меморіальний комплекс | 1975              | Вул. Ціолковського                                                        |      | Центральна домінанта комплексу — обеліск (вис. 11,3 м), на верхніх гранях якого вміщені горельєфні зображення голів чоловіка, жінки та дитини, а нижче — слова з «Реквієму» Р. Рождественського на бічних гранях та слово «Помните» на передній грані. Комплекс складається з 15 плит чорного граніту, які символізують 15 тисяч вбитих тут людей, пам'ятної стели при вході, алеї смутку та п'яти братських могил. Скульптор Г. П. Гутман, архітектори А. А. Карнабіда, Ю. М. Дмитрук, Н. М. Копєйкіна. |
| Шевченку Тарасу пам'ятник | 1950              | На території 8-го навчального центру ДССТУ, вул. Івана Мазепи, 18         |      | Перший пам'ятник Шевченку, що був відкритий у Чернігові. Спочатку стояв при виїзді з міста на седнівському напрямку на високому березі Десни. 1964 року, під час святкування 150-річчя від дня народження Т. Г. Шевченка, пам'ятник перенесли до ЦПКВ ім. Коцюбинського. Після відкриття 21 вересня 1992 року нового Шевченку Тарасу пам'ятника перенесений до нинішнього місця розташування |
| «Сталінградці» скульптурна група | 1946              | На території 8-го навчального центру ДССТУ, вул. Івана Мазепи, 18         |      | Бетонна композиція, тонована під бронзу, виконана в парі з іншою — «Колгоспники» — за проектом архітектора П. Ф. Букловського, була встановлена по центру кол. Алеї Героїв, проте згодом, при реконструкції алеї у 1970 році, вона була перенесена до нинішнього місця розташування. Композиція «Колгоспники» була перенесена на територію зеленгоспу в урочище Ялівщина. |
| На місці страти нацистами підпільників та мирних жителів в період окупації пам'ятний знак                                                                                           | 1961              | Вул. Козацька                                                             |      | Цегляний потинькований обеліск із вміщеною в нижній частині плитою з меморіальним написом. Архітектор К. К. Сергієвський. |
| На місці братської могили червоноармійців пам'ятний знак | 1949              | Вал                                                                       |      | Бетонна скульптура схиленого на коліно воїна-прапороносця встановлена на цегляному потинькованому постаменті в центрі невеликого пагорба. Обабіч скульптури на пагорбі містяться тумби із прикріпленими до них дошками з відомостями про бійців Богунського полку Першої Української радянської дивізії, які загинули в боях з Армією Української Народної Республіки 12 січня 1919 року та 11-ти воїнів 181-ї Сталінградської ордена Леніна стрілецької дивізії, які загинули при визволенні м. Чернігова у вересні 1943 року. |
| На місці будинку, де жив Леонід Глібов пам'ятний знак | 1963              | Просп. Миру, напроти кол. магазину «Янтар»                                |      | Меморіальна дошка з чорного штучного граніту закріплена на брилі червоного граніту. Встановлено на місці, де до 1943 року стояв будинок Л. І. Глібова в якому той жив з 1867 по 1893 роки. |
| На місці, де знаходився готель «Царьград» пам'ятний знак | 1989              | Просп. Миру, біля кол. магазину «Янтар»                                   |      | Меморіальна дошка з білого мармуру закріплена на постаменті з червоного граніту сповіщає про те, що в готелі спинялись О. С. Пушкін — у 1824 р., та Т. Г. Шевченко — у 1846 р. |
| Подобайлу Степану пам'ятний знак | 1999              | Троїцько-Іллінський монастир                                              |      | Пам'ятний камінь з рожевого граніту сповіщає про те, що 20 вересня 1654 року на території Іллінського монастиря був похований Степан Данилович Подобайло (Пободайло), козацький полковник, побратим Богдана Хмельницького, ктитор Іллінського монастиря в Чернігові. |
| На місці розкопок кургану Чорна Могила пам'ятний знак | 1908              | Вул. Князя Чорного. Біля кол. БК Залізничників                            |      | Виготовлений з чорного полірованого граніту обеліск увінчаний макетом давнього шолому. На передній площині містить напис: «Курган Чорна Могила розкопаний професором Д. Я. Самоквасовим у 1872–1873 рр.» |
| Богунському полку пам'ятний знак |                   | Біля автомобільного моста                                                 |      | Бетонний обеліск встановлено на місці, де 12 січня 1919 року відбувся вирішальний бій між частинами Богунського полку та Армією Української Народної Республіки. |
| Загиблим при виконанні службового обов'язку пожежникам пам'ятний знак |                   | Перед фасадом ГУ ДСНС України в Чернігівській області                     |      | Пам'ятний знак стилізований під старовинну пожежну каланчу. Складається з чотирьох прорізних мачт, що закріплені на високому базисі, згори перекритий. Під перекриттям встановлено пам'ятний дзвін, до базиса прикріплено чавунні дошки з меморіальними написами. |
| Загиблим при виконанні службового обов'язку правоохоронцям пам'ятний знак |                   | Перед фасадом ГУ Нацполіції України в Чернігівській області               |      | Пам'ятний знак являє собою композицію з білої залізобетонної фігури-контуру будинку, в центрі якої встановлено зрізану чотиригранну чорну колону, з якої «проростає» паросток. |
| На місці братської могили червоноармійців пам'ятний знак | 1949              | Вул. Старобілоуська,6. Територія Петропавлівського кладовища              |      | Центральна домінанта комплексу — бетонна скульптура схиленого солдата в літах на повен зріст. Комплекс складається з братських могил, відмічених рядами пам′ятних дощок, розміщених ліворуч та праворуч від меморіалу у напрямку від входу і вглиб. Скульптори Я. І. Чайка, Н. І. Олексієнко, архітектор В. М. Устинов. |
| На місці братської могили червоноармійців пам'ятний знак |                   | Вул. Старобілоуська,6. Територія Петропавлівського кладовища              |      | Стела, на якій вміщено барельєфне зображення червоноармійців (три в профіль і один в фас). На мармуровій основі передньої грані пам'ятного знаку вміщено напис «Вічна слава борцям за владу Рад!» та табличку з меморіальним написом. У могилі поховано червоноармійців, що загинули у 1919 році в боях з денікінцями. |
| На місці братської могили мирних жителів, закатованих нацистами, членів підпілля та жертв сталінських репресій пам'ятний знак                                                       | 1959              | Вул. Старобілоуська,6. Територія Петропавлівського кладовища              |      | В братській могилі поховано близько 3000 жителів міста, закатованих НКВС в період сталінських репресій, а також розстріляних нацистами в період германсько-радянської війни. Серед них — учасник остерського підпілля Герой Радянського Союзу П. Т. Кулик. |
| На місці братської могили мирних жителів, закатованих нацистами пам'ятний знак | 1966              | Урочище Ялівщина. Територія кладовища                                     |      | Комплекс з чотирьох неправильної геометричної форми залізобетонних плит, поєднаних лавровим вінком. На передній приступці вміщено меморіальну плиту. |
| На місці братської могили червоноармійців пам'ятний знак | 2002              | Кол. сквер ім. М. М. Попудренка                                           |      | Комплекс складає прямокутний чорний штучний камінь з меморіальним написом, перед яким розташовано три плити червоного штучного каменя з переліком прізвищ похованих. Майданчик оперізує кордон з чорного штучного каменя. |
| На місці братської могили червоноармійців пам'ятний знак |                   | Вул. Красносільського, 18                                                 |      | |
| На місці братської могили червоноармійців пам'ятний знак |                   | Вул. Олександра Тищинського. В урочищі Малеїв Яр                          |      | |
| На місці польового госпіталю пам'ятний знак | 1973              | Урочище Подусівка. Перед воротами оздоровчого табору «Відкриті двері»     |      | Потинькований обеліск із вмонтованою табличкою з меморіальним написом. Наявні біля знаку могили насправді порожні. |
| Воїнам-авіаторам Чернігівської військово-авіаційної школи пілотів, Чернігівського вищого військового авіаційного училища льотчиків та 201 навчальної авіаційної бази пам'ятний знак |                   | Вул. Стрілецька,1. Площа Авіаторів перед в'їздом на територію кол. ЧВВАУЛ |      | Макет військового літака МіГ-21 закріплено на гольчатому бетонному постаменті-виносці. До бічної грані постаменту прикріплено табличку з меморіальним написом. |
| На місці концтабору «Яцево» пам'ятний знак | 1963              | Вул. Малиновського,36. За вулицею Сонячною в полі                         |      | |
| На місці розстрілу нацистами пацієнтів та персоналу психо-неврологічної лікарні пам'ятний знак                                                                                      |                   | Вул. Івана Мазепи, 3. На території лікарняного комплексу                  |      | |
| На честь учнів та працівників колегіуму № 11, які загинули на фронтах пам'ятний знак                                                                                                | 7 травня 2010     | Просп. Миру,137. При вході до колегіуму № 11                              |      | Бінарна стела з чорного та червоного штучного каменя. Частина стели стилізована у вигляді половини червоної п'ятикутної зірки, інша частина містить меморіальний напис. Стела спирається на прямокутний стилобат, до якого припасований майданчик для покладання квітів. |
| «Сім'я» паркова скульптура | 2 грудня 2019     | Вул. Шевченка, навпроти НУЧП                                              |      | Композиція, вирізьблена з індійського піщаника, об'єднує у собі в спрощеному трактуванні обриси чоловіка, жінки та дитини, що поєдналися в одне ціле — родину. Встановлена як домінанта в просторі новоствореного скверу на розі вулиці Шевченка та проспекту Левка Лук'яненка. Скульптор — О. Володимиров. |
| Апостолу Андрію Первозваному пам'ятник | 30 листопада 2022 | Вул. Всіхсвятська, 1                                                      |      | Пам'ятник встановлено на території храмового комплексу всіх Святих Чернігівських. |
| Спеціалізований автомобіль 93М на шасі ГАЗ-51 зразка 1956 року | 21 вересня 2023   | Проспект Михайла Грушевського, 173                                        |      | Встановлено на території комунального підприємства "АТП-2528". |

## Демонтовані пам'ятники
| Назва                                                                                 | Дата встановлення | Дата знесення   | Розташування                                                   | Фото | Короткі відомості |
| Государя імператора Олександра ІІ погруддя                                            | 30 серпня 1897    | 1918            | Міський бульвар (сучасна Гарматна алея на території Валу)      |      | Погруддя було виготовлене з бронзи на фабриці А. П. Морана в Петербурзі скульпторкою М. Л. Діллон за проєктом академіка Р. Р. Марфельда. Встановлене на складнопрофільованому постаменті з фінляндського плямистого червоного граніту, довкола влаштовано огорожу з кованим пальмовим листям та чотирма ліхтарями. На передній грані постаменту було вміщено слова «Царю освободителю» та бронзовий медальйон з алегоричним зображенням дарування свободи. Демонтоване погруддя було переплавлено.1921 року на вцілілий постамент було встановлено Леніна Володимира погруддя. Нині частина постаменту зберігається на території Чернігівського художнього музею ім. Г. Галагана.                                                                          |
| Государя імператора Олександра III погруддя                                           | 30 серпня 1897    | 1918            | Катерининський сквер                                           |      | Погруддя було виготовлене з бронзи на фабриці А. П. Морана в Петербурзі скульптором Поповим за проєктом академіка Р. Р. Марфельда. Встановлене на складнопрофільованому постаменті з фінляндського плямистого червоного граніту, довкола влаштовано огорожу з кованим пальмовим листям та чотирма ліхтарями. На передній грані постаменту було вміщено слова «Царю миротворцу» та скульптурне зображення двоголового орла. Демонтоване погруддя було переплавлено, орел був знайдений археологом І. М. Ігнатенком при розкопках на території Валу, нині він перебуває в колекції Національного архітектурно-історичного заповідника «Чернігів стародавній». 1928 року на вцілілий постамент було встановлено Фрунзе Михайла погруддя.                      |
| Пушкіна Олександра погруддя                                                           | 25 вересня 1900   | 30 квітня 2022  | Вал, кол. Гімназична площа                                     |      | Пам'ятник російському поетові О. С. Пушкіну споруджено в 1899–1900 рр. на честь перебування його в Чернігові у 1820 та 1824 рр. Автор — місцевий художник-аматор Г. Коваленко. Відлито погруддя було майстернею К. Берто у Петербурзі. У ніч з 30 на 31 грудня 2017 р. погруддя було викрадене невідомими. 4 січня 2018 р. пам'ятник був знайдений, а 21 серпня відновлений. Демонтований силами тероборони Чернігова, тимчасово зберігається у Чернігівському обласному історичному музеї |
| Петровського Григорія погруддя                                                        | 1967              | 25 березня 2015 | У сквері перед входом на кол. Фабрику первинної обробки шерсті |      | Тоноване під бронзу погруддя на цегляному облицьованому мармуровою крихтою постаменті. Встановлене на честь виступу 14 січня 1934 року Г. І. Петровського на фабричному мітингу. Імовірно, авторство погруддя належить Г. П. Гутману. |
| Постишева Павла погруддя                                                              | 1970              | 2008            | На території кол. Фабрики музичних інструментів                |      | Бронзове погруддя на ступінчастому постаменті з чорного полірованого лабрадориту було встановлене на честь П. П. Постишева, ім'я якого носило підприємство. Демонтоване згідно з Указом Президента України В. Ющенка. |
| Кизима Леоніда погруддя                                                               | 1990              | 2022            | Алея космонавтів на території кол. ЧВВАУЛ                      |      | Бетонне зачеканене в бронзу погруддя на потинькованому вкритому кахлем постаменті. Встановлене на честь п'ятидесятиріччя Чернігівського вищого військового авіаційного училища льотчиків, випускником якого був. |
| Климука Петра погруддя                                                                | 1990              | 2022            | Алея космонавтів на території кол. ЧВВАУЛ                      |      | Бетонне зачеканене в бронзу погруддя на потинькованому вкритому кахлем постаменті. Встановлене на честь п'ятидесятиріччя Чернігівського вищого військового авіаційного училища льотчиків, випускником якого був. |
| Ніколаєва Андріяна погруддя                                                           | 1990              | 2022            | Алея космонавтів на території кол. ЧВВАУЛ                      |      | Бетонне зачеканене в бронзу погруддя на потинькованому вкритому кахлем постаменті. Встановлене на честь п'ятидесятиріччя Чернігівського вищого військового авіаційного училища льотчиків. |
| Попова Леоніда погруддя                                                               | 1990              | 2022            | Алея космонавтів на території кол. ЧВВАУЛ                      |      | Бетонне зачеканене в бронзу погруддя на потинькованому вкритому кахлем постаменті. Встановлене на честь п'ятидесятиріччя Чернігівського вищого військового авіаційного училища льотчиків, випускником якого був. |
| Романенка Юрія погруддя                                                               | 1990              | 2022            | Алея космонавтів на території кол. ЧВВАУЛ                      |      | Бетонне зачеканене в бронзу погруддя на потинькованому вкритому кахлем постаменті. Встановлене на честь п'ятидесятиріччя Чернігівського вищого військового авіаційного училища льотчиків, випускником якого був. |
| Титова Германа погруддя                                                               | 1990              | 2022            | Алея космонавтів на території кол. ЧВВАУЛ                      |      | Бетонне зачеканене в бронзу погруддя на потинькованому вкритому кахлем постаменті. Встановлене на честь п'ятидесятиріччя Чернігівського вищого військового авіаційного училища льотчиків, випускником якого був. |
| Комсомольцям-героям пам'ятний знак                                                    | 1988              | 12 вересня 2013 | Перед фасадом Чернігівського обласного палацу дітей та юнацтва |      | Облицьована білим та червоним мармуром стела водночас слугувала постаментом портретному горельєфу комсомольця, нагородженого Орденом Червоного прапора. Напис на табличці на передній грані: «Мужеству, верности, стойкости комсомольской». Пам'ятний знак було встановлено з нагоди 70-річчя ВЛКСМ. Після демонтажу скульптурний портрет перенесено до музею палацу (заява директора). |
| Сталіну Йосипу пам'ятник                                                              | 21 вересня 1951   | 1960            | Міська Алея                                                    |      | Бронзова скульптура Сталіна розміщувалась на високому профільованому шестигранному постаменті обкладеному бронзовими барельєфами. Автор монументу — Народний художник СРСР, професор Київського художнього інституту М. Г. Лисенко. Опорядження пам'ятника виконав чернігівський скульптор С. Т. Соломаха. |
| Сталіну Йосипу пам'ятник                                                              | 1939              | 1941            | Міська Алея                                                    |      | Бетонна скульптура Сталіна, встановлена на честь його 60-річчя, розміщувалася на потинькованому постаменті у виконкомівському сквері, правіше від сучасного входу на Міську Алею. Автор монументу — Г. Л. Пивоваров. Зруйнована під час Німецько-радянської війни. |
| Сталіна Йосипа погруддя                                                               | 1940-ві           | 1956            | Перед фасадом Чернігівської загальноосвітньої школи № 1.       |      | Демонтоване після початку процесу розвінчання культу особи. |
| Сталіна Йосипа погруддя                                                               | 1935              | 1941            | На території кол. Фабрики музичних інструментів                |      | Бетонне погруддя було встановлене перед фасадом адміністративного корпусу фабрики. Зруйноване під час Німецько-радянської війни. |
| «Сталін і Горький» скульптурна група                                                  | 1946              | 1956            | Вал                                                            |      | Скульптура зображала Сталіна та Горького в момент бесіди. |
| Горького Максима погруддя                                                             | 1940-ві           | 1956            | Перед фасадом Чернігівської загальноосвітньої школи № 1.       |      | |
| «Ленін і діти» скульптурна група                                                      | 1956              | 1990            | Вал                                                            |      | Дана скульптурна група замістила собою демонтовану групу «Сталін і Горький» |
| Леніна Володимира погруддя                                                            | 1926/1951         | 1992            | Перед входом до Художнього музею                               |      | Перший післяреволюційний пам'ятник в місті. Виготовлене з цементу скульптором Г. В. Неродою бетонне погруддя було встановлене на постамент від Государя імператора Олександра ІІ погруддя до 9-річчя Жовтневої революції. Згодом погруддя разом з п'єдестальною частиною перенесли під фасад трудової школи № 2 ім. Леніна. Під час Німецько-радянської війни було зруйноване, у 1951 році — відновлене. Демонтоване згідно з розпорядженням Представника Президента України в Чернігівській області «Про ліквідацію застарілої символіки та пам'ятників монументального мистецтва, знятих з державного обліку» № 300 від 15.09.1992 р. |
| Леніну Володимиру пам'ятник                                                           | 1970              | 1992            | На території Чернігівського мя'сокомбінату                     |      | Бетонну статую було встановлено з нагоди 100-річчя від дня народження В. І. Леніна. Демонтований згідно з розпорядженням Представника Президента України в Чернігівській області «Про ліквідацію застарілої символіки та пам'ятників монументального мистецтва, знятих з державного обліку» № 300 від 15.09.1992 р. |
| Леніну Володимиру пам'ятник                                                           | 1948              | 1992            | На території кол. заводу «Жовтневий молот»                     |      | Бетонну статую було встановлено з нагоди 30-річчя Жовтневої революції. Демонтований згідно з розпорядженням Представника Президента України в Чернігівській області «Про ліквідацію застарілої символіки та пам'ятників монументального мистецтва, знятих з державного обліку» № 300 від 15.09.1992 р. |
| Леніна Володимира погруддя                                                            | 1935/1948         | 1992            | На території кол. Фабрики музичних інструментів                |      | Бетонне погруддя було встановлено з нагоди 30-річчя Жовтневої революції. Демонтоване згідно з розпорядженням Представника Президента України в Чернігівській області «Про ліквідацію застарілої символіки та пам'ятників монументального мистецтва, знятих з державного обліку» № 300 від 15.09.1992 р. |
| Леніну Володимиру пам'ятник                                                           | 1952              | 1998            | Перон залізничного вокзалу                                     |      | Бетонну статую було встановлено на пероні залізничного вокзалу з нагоди 30-річчя створення СРСР. Демонтований при реконструкції вокзалу у 1998 році. Зберігся. |
| Леніну Володимиру пам'ятник                                                           | 1960              | 7 травня 2011   | Перед входом до БК Текстильників                               |      | Бетонну статую було встановлено з нагоди 90-річчя від дня народження В.І Леніна. Напередодні Дня Перемоги, в ніч з 6 на 7 травня 2011 року, скульптура була повалена і розбита невідомими. |
| Леніну Володимиру пам'ятник                                                           | 1939              | 1941            | У Міському саду                                                |      | Бетонна статуя, встановлена 1939 року за проєктом соціалістичного облаштування міста, авторства головного архітектора Рувінського, у 1941 була зруйнована. Після германсько-радянської війни ненадовго встановили новий пам'ятник на тому ж постаменті. |
| Леніну Володимиру пам'ятник                                                           | 1930-ті           | 1941            | При вході на Вал                                               |      | Бетонна статуя у 1941 була зруйнована. Після німецько-радянської війни встановили новий пам'ятник на тому ж постаменті. |
| Леніну Володимиру пам'ятник                                                           | 1946              | 1967            | При вході на Вал                                               |      | Встановлений після німецько-радянської війни, на заміну знищеному, доволі кустарного вигляду пам'ятник демонтували у зв'язку з відкриттям Леніну Володимиру пам'ятника на сучасному просп. Миру 6 листопада 1967 року. |
| Леніну Володимиру пам'ятник                                                           | 6 листопада 1967  | 21 лютого 2014  | Просп. Миру, площа Героїв Небесної Сотні                       |      | Висота бронзової фігури — 5,1 м, висота постаменту, обкладеного чорним лабрадоритом — 6 м, на передній грані вміщене бронзове факсиміле «Ульянов (Ленин)», постамент спирається на широкий стилобат з трьома сходинками. Скульптори А. Ю. Білостоцький та О. О. Супрун, архітектор В. М. Устинов. 2010 р. капітально відреставрований за кошти КПУ. Знесений під час ленінопаду. Внаслідок демонтажу зазнав значних пошкоджень. В травні 2014 р. викрадений та порізаний на брухт. |
| Фрунзе Михайла погруддя                                                               | 1928/1948         | 14 жовтня 2014  | Катерининський сквер                                           |      | У 1928 р. за ініціативою воїнів стрілецької дивізії ім. М. В. Фрунзе, що розташовувалася в Чернігові, було встановлене бронзове погруддя радянського військового діяча (скульптор І. Менделевич). У 1941 воно зникло. 1948 встановлений новий бюст з бетону, тонованого під бронзу (автор А. А. Карнабіда). Напис на передній грані: «1885-1925. Хоробрішому хоробрих, кращому червоноармійцеві, непохитному більшовикові, послідовному ленінцеві, проводиреві й будівникові робітничо-селянської Червоної Армії Михайлові Василевичеві Фрунзе». Маневром з відновленням пам'ятника вдалось зберегти на своєму місці постамент від погруддя Олександра III 1897 р. Демонтований в ніч на Покрову 2014 р. За словами учасників демонтажу, скинутий в Десну. |
| Антонова-Овсієнка Володимира погруддя                                                 | 1973              | 9 лютого 2015   | кол. Алея Героїв                                               |      | Бронзове погруддя на постаменті з чорного полірованого лабрадориту. Скульптор О. П. Скобліков, архітектори Б. П. Семеняк, В. М. Устинов. Погруддя подавалось як одна з найбільш цікавих та вдалих пам'яток монументального мистецтва Чернігова у виданні «Памятники искусства Советского Союза». Зберігається на подвір'ї історичного музею. |
| Подвойського Миколи погруддя                                                          | 1977              | 9 лютого 2015   | кол. Алея Героїв                                               |      | Бронзове погруддя на постаменті з чорного полірованого лабрадориту. Скульптор Г. П. Гутман, архітектор А. Ф. Ігнащенко. Тимчасово зберігається на подвір'ї міського історичного музею. |
| Щорса Миколи погруддя                                                                 | 1977              | 17 квітня 2015  | кол. Алея Героїв                                               |      | Бронзове погруддя на постаменті з чорного полірованого лабрадориту. Скульптор О. П. Скобліков, архітектор А. Ф. Ігнащенко. Тимчасово зберігається на подвір'ї міського історичного музею. |
| Кропив'янського Миколи погруддя                                                       | 1977              | 17 квітня 2015  | кол. Алея Героїв                                               |      | Бронзове погруддя на постаменті з чорного полірованого лабрадориту. Скульптор М. П. Короткевич, архітектор В. Г. Гнєздилов. Тимчасово зберігається на подвір'ї міського історичного музею. |
| Коцюбинського Юрія погруддя                                                           | 1970              | 25 квітня 2015  | кол. Алея Героїв                                               |      | Бронзове погруддя на постаменті з чорного полірованого лабрадориту. Скульптори Ф. А. Коцюбинський, К. А. Кузнєцов, архітектори К. С. Джанашія, Г. О. Урусов. Твір носив виражений динамічний характер, поєднуючи в собі найкращі риси радянського монументалізму. Пам'ятник було знесено в ніч з 24 на 25 квітня 2015 року. Місце зберігання невідоме. |
| Примакова Віталія погруддя                                                            | 1972              | 23 червня 2016  | кол. Алея Героїв                                               |      | Погруддя з сірого граніту на постаменті з темно-сірого полірованого граніту. Скульптор Ф. А. Коцюбинський, архітектор Г. О. Урусов. Демонтоване згідно з розпорядженням голови ОДА. Тимчасово зберігається на території КП «Спецкомбінат КПО». |
| Кирпоноса Михайла погруддя                                                            | 1981              | 2018            | кол. Алея Героїв                                               |      | Бронзове погруддя на постаменті з чорного полірованого лабрадориту. Скульптор О. П. Скобліков, архітектори О. І. Зайцев, В. М. Устинов. Демонтоване в зв'язку з реконструкцією кол. Алеї Героїв. Тимчасово зберігається на території КП «Спецкомбінат КПО». |
| Сенька Василя погруддя                                                                | 1989              | 2018            | кол. Алея Героїв                                               |      | Бронзове погруддя на постаменті з чорного полірованого лабрадориту. Скульптор О. П. Скобліков, архітектор В. М. Устинов. Демонтоване в зв'язку з реконструкцією кол. Алеї Героїв. Тимчасово зберігається на території КП «Спецкомбінат КПО». |
| Островського Миколи погруддя                                                          | 1974              | 23 червня 2016  | Просп. Миру, 137. При вході до колегіуму № 11                  |      | Скульптор П. І. Богомолов. Було встановлене на постамент, стилізований як трибуна, на подвір'ї ЗОШ № 11, що носила ім'я Островського (нині — колегіум № 11). Демонтоване згідно з розпорядженням голови ОДА. |
| Більшовицькому перевороту 7 листопада 1917 року у Петрограді барельєф                 | 1986              | 18 липня 2016   | Вул. Льва Толстого, Болдині гори                               |      | Бронзовий барельєф виготовлено як частину тематичного комплексу з п'яти стел для Меморіалу Слави воїнів, партизанів та підпільників й могили Невідомого солдата. Скульптор Ю. М. Лоховинін, архітектор М. В. Чернов. Демонтований згідно з розпорядженням голови ОДА. |
| Інтервенції військ радянської Росії на територію УНР у 1917—1921 роках барельєф       | 1986              | 18 липня 2016   | Вул. Льва Толстого, Болдині гори                               |      | Бронзовий барельєф виготовлено як частину тематичного комплексу з п'яти стел для Меморіалу Слави воїнів, партизанів та підпільників й могили Невідомого солдата. Скульптор Ю. М. Лоховинін, архітектор М. В. Чернов. Демонтований згідно з розпорядженням голови ОДА. |
| Містам-героям пам'ятний знак                                                          | 1983              | 4 серпня 2017   | Площа Героїв Сталінграда                                       |      | Комплекс складався з розташованої в центрі площі обшитої металом колони (заг. вис. 14 м), довкола якої було вміщено пояс-виноску з переліком міст-героїв, а також встановлених обабіч флагштоків. На горішній частині колони було закріплено три залізних пояси, що символізують Гвардійську стрічку та чотири макети ордена Вітчизняної війни (по одному з кожної сторони). Перебував у аварійному стані |
| На місці будинку місцевого комітету партії пам'ятний знак                             | 1965              | 2021            | Вал                                                            |      | Являв собою встановлені один на інший прямокутні поліровані блоки з чорного та червоного граніту, що спиралися на широкий стилобат. На стилобат зліва було встановлено паркову вазу. На горішньому блоці з червоного граніту було вміщено меморіальний напис про те, що звідси в серпні 1941 року вийшла в район зосередження група зі 186 осіб, що стала ядром обласного партизанського з'єднання. Скульптор В. Воронова, архітектор А. Зоря. |
| Космодем'янській Зої пам'ятник                                                        |                   | 21 квітня 2022  | Перед фасадом колишньої школи № 10                             |      | Бетонна скульптура в натуральний зріст зображала партизанку Зою Космодем'янську. Дівчина була зображена в літній сукні, безтурботною, проте з вольовим обличчям. Автор створив образ Космодем'янської довоєнних років. Було демонтовано силами територіальної оборони м. Чернігова |
| На місці страти нацистами підпільників та комуністів в період окупації пам'ятний знак |                   | 2019            | Перед фасадом Головпоштамту                                    |      | Зварена з металевих труб мачта була увінчана п'ятикутною зіркою. На мачті закріплено табличку з меморіальним написом. Встановлено пам'ятний знак на місці будинку, на балконі якого під час окупації міста нацистами було влаштовано шибеницю для показових страт мародерів та радянських підпільників. За наявною інформацією конструкція могла бути викраденою для здачі на металобрухт |
| Коцюбинського Юрія погруддя, садово-паркова скульптура                                | 1964              | 2023            | На території музею М. М. Коцюбинського                         |      | Скульптор Ф. А. Коцюбинський. Погруддя виготовлене з оргскла тонованого під бронзу та встановлене на профільований постамент. Напис брусковим шрифтом на постаменті: «Юрій Коцюбинський». |
| Примакова Віталія погруддя, садово-паркова скульптура                                 | 1970              | 2023            | На території музею М. М. Коцюбинського                         |      | Скульптор Ф. А. Коцюбинський. Погруддя виготовлене з оргскла тонованого під бронзу та встановлене на профільований постамент. Напис брусковим шрифтом на постаменті: «Віталій Примаков». |
| Попудренка Миколи погруддя                                                            | 1972              | 2024            | Вул. Тероборони, при вході до кол. школи № 18                  |      | Бетонне, пофарбоване «під золото» погруддя встановлене на профільованому постаменті з чорного штучного каменя (початково — на цегляному потинькованому прямокутному постаменті). Реконструйоване 2012 року. Мало бути демонтоване 1992 року згідно з розпорядженням Представника Президента України в Чернігівській області «Про ліквідацію застарілої символіки та пам'ятників монументального мистецтва, знятих з державного обліку», проте було збережене. |
| Борцям за волю і незалежність України пам'ятний знак                                  | 26 червня 2009    | Травень 2025    | Катерининський сквер                                           |      | На початковому етапі планувалося, що дана композиція буде встановлена у Батурині, як одна з частин меморіалу в пам'ять про Батуринську трагедію 1708 року. Однак пам'ятник встановлений не був (як причину кулуарно називали в тому числі сумнівність його естетичних якостей). Уже після монтажу композиції у Катерининському сквері Чернігова, вона отримала цілий шквал критики як від мистецтвознавців, так і простих містян. Зокрема, пам'ятний знак отримав масу нарікань на повну незрозумілість смислового навантаження композиції, а також на її невідповідність назві. Основною ж причиною несприйняття меморіалу стало видиме порушення анатомічних канонів у скульптурі, що робило її неестетичною.                                            |